# Tontemboan
Le tontemboan  (ou tompakewa) est une langue austronésienne parlée dans la province du Nord, de Sulawesi, en Indonésie. La langue s'étend dans une région centrée sur les villes de Langoan, Sonder et Amurang.

## Classification
Le tontemboan appartient au sous-groupe des langues minahasanes, rattachées, par Blust (1991), au groupe des langues philippines, avec le tondano, le tonsea, le tombulu et le tonsawang.

## Vocabulaire
Exemples du vocabulaire de base du tontemboan :
| français | tontemboan | Prononciation |
| -------- | ---------- | ------------- |
| deux     | rua        |               |
| cinq     | lima       |               |
| eau      | rano       |               |
| feu      | api        |               |
| terre    | tanaʔ      |               |
| oreille  | luntəŋ     |               |
| froid    | utiŋ       |               |
| grand    | waŋkər     |               |
| je       | aku        |               |
| savoir   | -taʔu      |               |
| dire     | -nuwuʔ     |               |
| gratter  | -koʔməs    |               |

## Sources
- (en) Liao, Hsiu-Chan, A Typology of First Person Dual pronouns and their Reconstructibility in Philippine Languages, Oceanic Linguistics, 47:1, pp. 1-29, 2008.
- (en) Sneddon, J.N, The Languages of Minahasa, North Celebes, Oceanic Linguistics, IX:1, pp. 11-36, 1970.